# Lin Dan
Pour les articles homonymes, voir Lin.
Dans ce nom chinois, le nom de famille, Lin, précède le nom personnel.
Lin Dan (chinois simplifié : 林丹), né le 14 octobre 1983 à Longyan en Chine, est un joueur professionnel de badminton. Il a été surnommé Super Dan par ses nombreux fans. Il a remporté la médaille d'or aux Jeux olympiques d'été de 2008 dans la catégorie Simple messieurs. Il conserve son titre quatre ans plus tard aux Jeux olympiques d'été de 2012.
Il est le premier joueur de badminton à avoir remporté 3 titres consécutifs de champion du monde en 2006, 2007 et 2009 (2008 étant une année olympique, il n'y a pas de Championnats du monde). Il remporte deux autres titres en 2011 et en 2013, devenant ainsi le premier joueur de l'histoire à remporter 5 titres mondiaux dans une seule discipline. Le sud-coréen Park Joo-bong a également remporté 5 titres mondiaux : 2 en double hommes et 3 en double mixte.

## Carrière professionnelle
Lin devient l'un des acteurs dominants dans la série Simple Hommes, en remportant neuf championnats d'envergure internationale entre 2002 et 2004. À la surprise générale, Lin a été éliminé au premier tour des Jeux olympiques d'été de 2004. Toutefois, il a continué sa domination dans les tournois internationaux et a été constamment classé au premier rang mondial depuis début 2004, sauf pour de courtes périodes en 2006 et 2009, lorsque le Malaisien Lee Chong Wei s’était emparé de la première place.
Lin a contribué aux victoires successives de la Chine en remportant 5 fois d’affilée la Thomas Cup (2004, 2006, 2008, 2010 et 2012) et 4 fois de suite la Sudirman Cup (2005, 2007, 2009 et 2011).
Lin devient le premier joueur de badminton à être sacré champion du monde trois fois d'affilée (2006, 2007 et 2009).
Le 17 août 2008, Super Dan remporte la médaille d'or aux Jeux olympiques de Pékin en battant son rival Lee Chong Wei en 2 sets (21-12, 21-8).
En 2011, Lin Dan devient champion du monde pour la 4e fois en s'imposant contre Lee Chong Wei 20-22, 21-14, 23-21.
Il récidive lors de l'édition suivante en 2013, et remporte un 5e titre mondial historique, alors même qu'il n'était pas tête de série et avait bénéficié d'une invitation des organisateurs.

### Parcours
- 2004

Lin Dan était déjà numéro un mondial à 20 ans. Il a commencé l'année en remportant son premier All-England Open en battant le Danois Peter Gade. Il a continué à briller et a remporté l'Open de Suisse et l'Open du Danemark en battant son coéquipier et ancien numéro un mondial Xia Xuanze. En mai, Lin Dan a joué un rôle majeur dans la Thomas Cup de retour en Chine après une longue domination par l'Indonésie.
- 2005

En mai, Lin Dan et ses compatriotes rapportent la Sudirman Cup en Chine, qu'ils avaient perdue contre la Corée du Sud en 2003. En août, Lin Dan atteint sa première finale du championnat du monde à Anaheim, aux États-Unis, mais la perd face au talentueux Indonésien Taufik Hidayat.
- 2006

En mai, Lin Dan et ses coéquipiers ont étendu la suprématie de la Chine dans l'épreuve de la Thomas Cup à Tōkyō, au Japon (la Chine l’a remporté 3-0 en finale face au Danemark).

En septembre, Lin Dan a remporté son premier championnat du monde en battant son compatriote Bao Chunlai dans un thriller en trois sets 18-21, 21-17, 21-12. Par la suite, Lin Dan a retrouvé son statut de numéro un mondial qui avait été brièvement occupé par Lee Chong Wei.
- 2007

Lin Dan commence l’année en perdant à l'Open de Malaisie face au Sud-Coréen Park Sung-hwan. Le mauvais départ n'a pas duré très longtemps car une semaine plus tard, il remporte l’Open de Corée en battant son compatriote chinois Chen Jin. Il a ensuite remporté l'Open d'Allemagne, puis de nouveau le All-England Open en écrasant son compatriote Chen Yu (21-13, 21-12).

En juin, Lin Dan a fait partie de l'équipe de Chine lors de la Sudirman Cup, qui s'est tenue à Glasgow, en Écosse. L'équipe chinoise a ramené la coupe après avoir battu l'Indonésie 3-0 en finale.

En août, Lin Dan a prolongé son règne en tant que champion du monde en battant l'Indonésien Sony Dwi Kuncoro (21-11, 22-20). Lin Dan devient le premier homme depuis Yang Yang à gagner deux championnats du monde d’affilée.
- 2008

Lin Dan a commencé l'année 2008 en perdant la finale du All England Open face à son compatriote Chen Jin, mais a néanmoins remporté l'Open de Suisse.
Lors de la Thomas Cup 2008, qui s'est tenue à Jakarta, Lin Dan a perdu en demi-finale face au Malaisien Lee Chong Wei. Avec sa défaite, son équipe a quand même pu accéder à la finale où Lin Dan a obtenu un point pour la Chine en battant Park Sung-Hwan en trois sets (10-21, 21-18, 21-8). La Chine a battu la Corée du Sud 3-1 et rapporte la coupe en Chine pour la troisième fois consécutive.
Lin Dan n'a pas joué à l’Open de Singapour ni à l’Open d'Indonésie, en raison de sa formation intensive pour les Jeux olympiques. Il a toutefois joué l’Open de Thaïlande comme tournoi de préparation pour les Jeux Olympiques. Là, il bat Boonsak Ponsana parti pourtant favori pour remporter le titre.
Lors des Jeux olympiques, Lin Dan, qui était sans doute le héros local et favori du tournoi, a commencé en battant le Hongkongais Ng Wei en deux sets (21-16, 21-13). Puis il remporte le match face à Park Sung-Hwan (21-11, 21-8), et en quart de finale, il gagne face à Peter Gade rêvant de gagner une médaille olympique en deux sets. Il a ensuite battu son coéquipier Chen Jin en demi-finale. Puis, en finale, il remporte la médaille d’or face au Malaisien Lee Chong Wei en deux sets (21-18, 21-9).
Lin Dan revient en novembre après une pause olympique et joue à l’Open de Chine. Il rencontre de nouveau Lee Chong Wei en finale et l'emporte par les scores de 21-18, 21-9. À la fin du mois de novembre il perd face à Chen Jin lors de la finale de l’Open de Hong Kong en trois sets (9-21, 21-9, 17-21).
- 2009

Lin Dan a remporté le All-England Open en battant Lee Chong Wei en deux sets (21-19, 21-12). À peine une semaine plus tard, cependant, il a été battu par Lee à la finale de l'Omega European Masters (Open de Suisse à Bâle) en deux sets (21-16, 21-16).
En mai, Lin Dan a fait partie de l'équipe de Chine lors de la Sudirman Cup, qui a eu lieu à Canton, en Chine. Il a remporté tous ses matches, y compris la demi-finale contre Lee Chong Wei.
En août, Lin est devenu le premier joueur à remporter trois titres consécutifs de champion du monde, en battant son compatriote Chen Jin 21-18, 21-16.
- 2010

Lin Dan commence l'année en cédant son titre de l'Open d'Angleterre qu'il avait remporté quatre fois sur six apparitions en finale. C'est son coéquipier Bao Chunlai qui l'a détrôné en quarts de finale après une bataille en 61 minutes pour le score de 21-16, 18-21, 21-17. Lors des championnats du monde qui se déroulent à Paris, il est, à la surprise générale, éliminé en quart de finale par un Sud-Coréen en deux sets de 21-13 à chaque fois.
 (septembre 2015).
- 2011
- 2012

L'année 2012 est marquée par la réussite des objectifs principaux de Lin Dan : la victoire aux Jeux olympiques de Londres, ainsi que les records d'un cinquième titre au plus prestigieux des tournois Open, celui d'Angleterre, et d'une cinquième victoire consécutive à la Thomas Cup avec l'équipe de Chine.
- 2013
- 2014
- 2015 Il remporte son premier tournoi Super Series de l'année en septembre, à l'Open du Japon, après avoir notamment battu Lee Chong Wei en quart de finale et rattrapé un retard de 8 points dans le dernier jeu de la finale contre Viktor Axelsen.

### Palmarès

#### Compétitions internationales
| Rang                                                 | Catégorie     | Année | Lieu                   |
| ---------------------------------------------------- | ------------- | ----- | ---------------------- |
| Jeux olympiques :                                    |               |       |                        |
| 1                                                    | Simple hommes | 2012  | Londres, Royaume-Uni   |
| 1                                                    | Simple hommes | 2008  | Pékin, Chine           |
| Championnats du monde :                              |               |       |                        |
| 1                                                    | Simple hommes | 2013  | Canton, Chine          |
| 1                                                    | Simple hommes | 2011  | Londres, Angleterre    |
| 1                                                    | Simple hommes | 2009  | Hyderâbâd, Inde        |
| 1                                                    | Simple hommes | 2007  | Kuala Lumpur, Malaisie |
| 1                                                    | Simple hommes | 2006  | Madrid, Espagne        |
| 2                                                    | Simple hommes | 2005  | Anaheim, États-Unis    |
| Jeux asiatiques :                                    |               |       |                        |
| 1                                                    | Par équipes   | 2006  | Doha, Qatar            |
| 2                                                    | Simple hommes | 2006  | Doha, Qatar            |
| 3                                                    | Par équipes   | 2002  | Pusan, Corée du Sud    |
| Jeux asiatiques de l'Est :                           |               |       |                        |
| 1                                                    | Par équipes   | 2009  | Hong Kong, Chine       |
| 2                                                    | Simple hommes | 2009  | Hong Kong, Chine       |
| Jeux nationaux de la République populaire de Chine : |               |       |                        |
| 1                                                    | Simple hommes | 2009  | Shandong, Chine        |
| 1                                                    | Simple hommes | 2005  | Jiangsu, Chine         |
| 2                                                    | Simple hommes | 2001  | Guangdong, Chine       |
| Thomas Cup :                                         |               |       |                        |
| 1                                                    | Par équipes   | 2008  | Jakarta, Indonésie     |
| 1                                                    | Par équipes   | 2006  | Sendai et Tōkyō, Japon |
| 1                                                    | Par équipes   | 2004  | Jakarta, Indonésie     |
| 2                                                    | Par équipes   | 2002  | Canton, Chine          |
| Sudirman Cup :                                       |               |       |                        |
| 1                                                    | Par équipes   | 2011  | qingdao, Chine         |
| 1                                                    | Par équipes   | 2009  | Canton, Chine          |
| 1                                                    | Par équipes   | 2007  | Glasgow, Écosse        |
| 1                                                    | Par équipes   | 2005  | Pékin, Chine           |
| World Cup :                                          |               |       |                        |
| 1                                                    | Simple hommes | 2006  | Yiyang, Chine          |
| 1                                                    | Simple hommes | 2005  | Yiyang, Chine          |

#### Tournois internationaux
| Rang | Année | Tournois                             |
| ---- | ----- | ------------------------------------ |
| 1    | 2015  | Grand Prix du Brésil (Grand Prix)    |
| 1    | 2015  | Open du Japon (Super Series)         |
| 1    | 2014  | Open de Taïwan (Grand Prix Gold)     |
| 1    | 2014  | Open d'Australie (Super Series)      |
| 1    | 2014  | Masters de Chine (Grand Prix Gold)   |
| 1    | 2012  | Open d'Angleterre (Super Series)     |
| 1    | 2012  | Open d'Allemagne (Grand Prix Gold)   |
| 1    | 2011  | Open de Chine (Super Series)         |
| 1    | 2011  | Open de Hong Kong (Super Series)     |
| 1    | 2011  | Open d'Allemagne (Grand Prix Gold)   |
| 1    | 2010  | Masters de Chine (Super Series)      |
| 1    | 2009  | Open de Chine (Super Series)         |
| 1    | 2009  | Open de France (Super Series)        |
| 1    | 2009  | Masters de Chine (Super Series)      |
| 1    | 2009  | Open d'Angleterre (Super Series)     |
| 1    | 2008  | Open de Chine (Super Series)         |
| 1    | 2008  | Open de Thaïlande (Grand Prix Gold)  |
| 1    | 2008  | Open de Suisse (Super Series)        |
| 1    | 2007  | Open de Hong Kong (Super Series)     |
| 1    | 2007  | Open du Danemark (Super Series)      |
| 1    | 2007  | Masters de Chine(Super Series)       |
| 1    | 2007  | Open d'Angleterre (Super Series)     |
| 1    | 2007  | Open d'Allemagne (Grand Prix)        |
| 1    | 2007  | Open de Corée du Sud (Super Series)  |
| 1    | 2006  | Open du Japon                        |
| 1    | 2006  | Open de Hong Kong                    |
| 1    | 2006  | Open de Macao                        |
| 1    | 2006  | Open de Taïwan                       |
| 1    | 2006  | Open d'Angleterre                    |
| 1    | 2005  | Open de Hong Kong                    |
| 1    | 2005  | Masters de Chine                     |
| 1    | 2005  | Open du Japon                        |
| 1    | 2005  | Open d'Allemagne                     |
| 1    | 2004  | Open de Chine                        |
| 1    | 2004  | Open d'Allemagne                     |
| 1    | 2004  | Open du Danemark                     |
| 1    | 2004  | Open d'Angleterre                    |
| 1    | 2004  | Open de Suisse                       |
| 1    | 2003  | Open de Chine                        |
| 1    | 2003  | Open de Hong Kong                    |
| 1    | 2003  | Open du Danemark                     |
| 1    | 2002  | Open de Corée                        |
| 2    | 2015  | Open de Malaisie (Super Series)      |
| 2    | 2014  | Open de Chine (Super Series)         |
| 2    | 2012  | Open de Corée du Sud (Super Series)  |
| 2    | 2011  | Open de Singapour (Super Series)     |
| 2    | 2011  | Open d'Angleterre (Super Series)     |
| 2    | 2011  | Open de Corée (Super Series)         |
| 2    | 2010  | Open du Japon (Super Series)         |
| 2    | 2009  | Open de Suisse (Super Series)        |
| 2    | 2008  | Open de Hong Kong (Super Series)     |
| 2    | 2008  | Open d'Angleterre (Super Series)     |
| 2    | 2008  | Open de Corée (Super Series)         |
| 2    | 2006  | Open de Malaisie                     |
| 2    | 2005  | Open de Malaisie                     |
| 2    | 2005  | Open d'Angleterre                    |
| 2    | 2003  | Open d'Allemagne                     |
| 2    | 2003  | Open du Japon                        |
| 2    | 2001  | Open du Danemark                     |
| 2    | 2001  | Championnats asiatiques de badminton |
| 3    | 2008  | Championnats d'Asie de badminton     |
| 3    | 2007  | Open de France (Super Series)        |
| 3    | 2007  | Open du Japon (Super Series)         |
| 3    | 2007  | Open de Suisse (Super Series)        |
| 3    | 2006  | Open de Chine                        |
| 3    | 2006  | Masters de Chine                     |
| 3    | 2006  | Open d'Allemagne                     |
| 3    | 2005  | Open de Singapour                    |
| 3    | 2004  | Open d'Indonésie                     |
| 3    | 2004  | Open du Japon                        |
| 3    | 2003  | Open de Singapour                    |
| 3    | 2002  | Open d'Angleterre                    |

#### Tournois junior
| Rang | Catégorie      | Année | Tournois                       |
| ---- | -------------- | ----- | ------------------------------ |
| 1    | Simple garçons | 2001  | Open "Junior" des Pays-Bas     |
| 1    | Simple garçons | 2001  | Open "Junior" d'Allemagne      |
| 1    | Par équipes    | 2000  | Championnats du Monde Junior   |
| 1    | Par équipes    | 2000  | Championnats asiatiques Junior |
| 1    | Simple garçons | 2000  | Championnats asiatiques Junior |
| 3    | Simple garçons | 2000  | Championnats du Monde Junior   |

## Vie privée
Lin Dan est l'un des joueurs de badminton les plus populaires en raison de sa personnalité flamboyante. Il est marié avec sa compatriote chinoise Xie Xingfang. Lin Dan appartient à la troupe des sports de l'Armée populaire de libération et a le grade de lieutenant-colonel.